# Bemarivo
Bemarivo – rzeka w północnej części Madagaskaru, w regionie Sava. Wpada do Oceanu Indyjskiego.